# Ober-Hörgern
Ober-Hörgern ist der kleinste Stadtteil von Münzenberg im südhessischen Wetteraukreis.

## Geografie
Das Straßendorf liegt nordwestlich von Münzenberg in der Wetterau auf der Nordseite des Wettertales.

## Verkehr
Nördlich des Ortes verläuft die Bundesautobahn 45. Durch den Ort führt die ehemalige Bundesstraße 488.

## Geschichte

### Ortsgeschichte
Die älteste erhaltene Erwähnung des Dorfes stammt aus dem Jahr 1222, als in einer Schenkungsurkunde für das Kloster Arnsburg erstmals der Name Hörgern genannt wird. Seit 1271 wird zwischen Ober- und Nieder-Hörgern unterschieden. Nieder-Hörgern fiel um 1400 wüst.
Die Evangelisch-reformierte Kirche wurde im Jahr 1729 anstelle eines mittelalterlichen Vorgängerbaus errichtet. Nur der gotische Flankenturm wurde beibehalten. Er erhielt im Jahr 1778 einen neuen Helmaufbau.
Die Statistisch-topographisch-historische Beschreibung des Großherzogthums Hessen berichtet 1830 über Ober-Hörgern:

„Oberborgern (L. Bez. Hungen) evangel. Filialdorf; liegt an der Wetter 2 St. von Hungen und gehört dem Fürsten von Solms-Lich, hat 51 Häuser und 323 evangelische Einwohner, so wie 1 Kirche, 1 Rathhaus, 2 Backhäuser und 3 Mühlen und in der Gemarkung eine reichhaltige Salzquelle, die aber nicht benutzt wird. Im Jahr 1806 kam der Ort unter Hess. Hoheit.“

Hessische Gebietsreform (1970–1977)
Im Zuge der Gebietsreform in Hessen wurde die bis dahin selbständige Gemeinde Ober-Hörgern im Landkreis Gießen zum 21. Dezember 1971 auf freiwilliger Basis in die zuvor neu neugebildete Stadt Münzenberg im Landkreis Friedberg eingegliedert.
Für Ober-Hörgern wurde ein Ortsbezirk mit Ortsbeirat und Ortsvorsteher nach der Hessischen Gemeindeordnung gebildet.

### Verwaltungsgeschichte im Überblick
Die folgende Liste zeigt die Staaten und Verwaltungseinheiten, denen Ober-Hörgern angehört(e):
- vor 1718: Heiliges Römisches Reich, Grafschaft  Solms-Hohensolms, Amt Nieder-Weisel
- ab 1718: Heiliges Römisches Reich, Grafschaft Solms-Hohensolms-Lich, Amt Nieder-Weisel
- ab 1792: Heiliges Römisches Reich, Fürstentum Solms-Hohensolms-Lich, Amt Nieder-Weisel
- ab 1806: Großherzogtum Hessen (Souveränitätslande),[Anm. 2] Fürstentum Oberhessen, Amt Nieder-Weisel (des Fürsten Solms-Hohensolms-Lich)[8]
- ab 1815: Großherzogtum Hessen[Anm. 3] (Souveränitätslande), Provinz Oberhessen, Amt Nieder-Weisel (des Fürsten Solms-Hohensolms-Lich)[9]
- ab 1820:Großherzogtum Hessen, Provinz Oberhessen, Amt Nieder-Weisel[Anm. 4]
- ab 1822: Deutscher Bund, Großherzogtum Hessen, Provinz Oberhessen, Landratsbezirk Hungen[Anm. 5][10]
- ab 1837:Großherzogtum Hessen, Provinz Oberhessen,  Kreis Friedberg
- ab 1848: Großherzogtum Hessen, Regierungsbezirk Friedberg
- ab 1852: Großherzogtum Hessen, Provinz Oberhessen, Kreis Gießen
- ab 1867: Norddeutscher Bund[Anm. 6], Großherzogtum Hessen, Provinz Oberhessen, Kreis Gießen
- ab 1871: Deutsches Reich, Großherzogtum Hessen, Provinz Oberhessen, Kreis Gießen
- ab 1918: Deutsches Reich (Weimarer Republik), Volksstaat Hessen, Provinz Oberhessen, Kreis Gießen
- ab 1938: Deutsches Reich, Volksstaat Hessen, Landkreis Gießen[11][Anm. 7]
- ab 1945: Amerikanische Besatzungszone, Groß-Hessen, Regierungsbezirk Darmstadt, Landkreis Gießen
- ab 1946: Amerikanische Besatzungszone, Land Hessen, Regierungsbezirk Darmstadt, Landkreis Gießen
- ab 1949: Bundesrepublik Deutschland, Land Hessen, Regierungsbezirk Darmstadt, Landkreis Gießen
- ab 1972: Bundesrepublik Deutschland, Land Hessen, Regierungsbezirk Darmstadt, Landkreis Friedberg, Stadt Münzenberg[Anm. 8]
- ab 1972: Bundesrepublik Deutschland, Land Hessen, Regierungsbezirk Darmstadt, Wetteraukreis, Stadt Münzenberg

### Gerichte seit 1803
In der Landgrafschaft Hessen-Darmstadt wurde mit Ausführungsverordnung vom 9. Dezember 1803 das Gerichtswesen neu organisiert. Für die Provinz Oberhessen wurde das „Hofgericht Gießen“ eingerichtet. Es war für normale bürgerliche Streitsachen Gericht der zweiten Instanz, für standesherrliche Familienrechtssachen und Kriminalfälle die erste Instanz. Die zweite Instanz für die Patrimonialgerichte waren die standesherrlichen Justizkanzleien. Übergeordnet war das Oberappellationsgericht Darmstadt. Die Rechtsprechung der ersten Instanz wurde durch die Ämter bzw. Standesherren vorgenommen und somit war für Ober-Hörgern ab 1806 das „Patrimonialgericht der Fürsten Solms-Hohensolms-Lich“ in Nieder-Weisel zuständig.
Mit der Gründung des Großherzogtums Hessen 1806 wurde diese Funktion beibehalten, während die Aufgaben der ersten Instanz 1821–1822 im Rahmen der Trennung von Rechtsprechung und Verwaltung auf die neu geschaffenen Land- bzw. Stadtgerichte übergingen. Ab 1822 ließen die Fürsten Solms-Hohensolms-Lich ihre Rechte am Gericht durch das Großherzogtum Hessen in ihrem Namen ausüben. „Landgericht Lich“ war daher die Bezeichnung für das erstinstanzliche Gericht das für Ober-Hörgern zuständig war. Auch auf sein Recht auf die zweite Instanz, die durch die Justizkanzlei in Hungen ausgeübt wurde verzichtete der Fürst 1823.
Erst infolge der Märzrevolution 1848 wurden mit dem „Gesetz über die Verhältnisse der Standesherren und adeligen Gerichtsherren“ vom 15. April 1848 die standesherrlichen Sonderrechte endgültig aufgehoben.
Anlässlich der Einführung des Gerichtsverfassungsgesetzes mit Wirkung vom 1. Oktober 1879, infolge derer die bisherigen großherzoglich hessischen Landgerichte durch Amtsgerichte an gleicher Stelle ersetzt wurden, während die neu geschaffenen Landgerichte nun als Obergerichte fungierten, kam es zur Umbenennung in „Amtsgericht Lich“ und Zuteilung zum Bezirk des Landgerichts Gießen. Gleichzeitig wechselte Ober-Hörgern in den Sprengel des nunmehrigen Amtsgerichts Butzbach.
2004 wurde das Amtsgericht Butzbach aufgelöst und in das Amtsgericht Friedberg integriert.
Jetzt sind die übergeordneten Instanzen das Landgericht Gießen, das Oberlandesgericht Frankfurt am Main sowie der Bundesgerichtshof als letzte Instanz.

### Bevölkerung
Einwohnerstruktur 2011
Nach den Erhebungen des Zensus 2011 lebten am Stichtag dem 9. Mai 2011 in Ober-Hörgern 378 Einwohner. Darunter waren 9 (2,4 %) Ausländer.
Nach dem Lebensalter waren 57 Einwohner unter 18 Jahren, 141 waren zwischen 18 und 49, 102 zwischen 50 und 78 und 618 Einwohner waren älter.
Die Einwohner lebten in 159 Haushalten. Davon waren 36 Singlehaushalte, 57 Paare ohne Kinder und 48 Paare mit Kindern, sowie 12 Alleinerziehende und 3 Wohngemeinschaften. In 27 Haushalten lebten ausschließlich Senioren und in 102 Haushaltungen leben keine Senioren.
Einwohnerentwicklung
| Ober-Hörgern: Einwohnerzahlen von 1830 bis 2020 | Ober-Hörgern: Einwohnerzahlen von 1830 bis 2020 | Ober-Hörgern: Einwohnerzahlen von 1830 bis 2020 | Ober-Hörgern: Einwohnerzahlen von 1830 bis 2020 | Ober-Hörgern: Einwohnerzahlen von 1830 bis 2020 |
| --- | ----------------------------------------------- | ----------------------------------------------- | ----------------------------------------------- | ----------------------------------------------- |
| Jahr |                                                 |                                                 |                                                 | Einwohner                                       |
| 1830 | 1830                                            |                                                 | 323                                             | 323                                             |
| 1834 | 1834                                            |                                                 | 315                                             | 315                                             |
| 1840 | 1840                                            |                                                 | 337                                             | 337                                             |
| 1846 | 1846                                            |                                                 | 358                                             | 358                                             |
| 1852 | 1852                                            |                                                 | 350                                             | 350                                             |
| 1858 | 1858                                            |                                                 | 337                                             | 337                                             |
| 1864 | 1864                                            |                                                 | 345                                             | 345                                             |
| 1871 | 1871                                            |                                                 | 345                                             | 345                                             |
| 1875 | 1875                                            |                                                 | 353                                             | 353                                             |
| 1885 | 1885                                            |                                                 | 349                                             | 349                                             |
| 1895 | 1895                                            |                                                 | 321                                             | 321                                             |
| 1905 | 1905                                            |                                                 | 350                                             | 350                                             |
| 1910 | 1910                                            |                                                 | 364                                             | 364                                             |
| 1925 | 1925                                            |                                                 | 333                                             | 333                                             |
| 1939 | 1939                                            |                                                 | 330                                             | 330                                             |
| 1946 | 1946                                            |                                                 | 620                                             | 620                                             |
| 1950 | 1950                                            |                                                 | 585                                             | 585                                             |
| 1956 | 1956                                            |                                                 | 457                                             | 457                                             |
| 1961 | 1961                                            |                                                 | 361                                             | 361                                             |
| 1967 | 1967                                            |                                                 | 347                                             | 347                                             |
| 1970 | 1970                                            |                                                 | 344                                             | 344                                             |
| 1980 | 1980                                            |                                                 | ?                                               | ?                                               |
| 1990 | 1990                                            |                                                 | ?                                               | ?                                               |
| 2000 | 2000                                            |                                                 | ?                                               | ?                                               |
| 2007 | 2007                                            |                                                 | 386                                             | 386                                             |
| 2011 | 2011                                            |                                                 | 378                                             | 378                                             |
| 2015 | 2015                                            |                                                 | 388                                             | 388                                             |
| 2020 | 2020                                            |                                                 | 398                                             | 398                                             |
| Datenquelle: Historisches Gemeindeverzeichnis für Hessen: Die Bevölkerung der Gemeinden 1834 bis 1967. Wiesbaden: Hessisches Statistisches Landesamt, 1968. Weitere Quellen: ; Stadt Münzenberg; Zensus 2011 |                                                 |                                                 |                                                 |                                                 |

Religionszugehörigkeit
| • 1830: | 323 evangelische Einwohner                 |
| • 1961: | 288 evangelische, 71 katholische Einwohner |

Erwerbstätigkeit
| • 1961: | Erwerbspersonen: 124 Land- und Forstwirtschaft, 61 Produzierendes Gewerbe, 20 Handel, Verkehr und Nachrichtenübermittlung, 9 Dienstleistungen und Sonstiges. |

## Religion
Ober-Hörgern gehört zum Kirchspiel Gambach.

## Wappen
Am 7. März 1966 wurde der Gemeinde Ober-Hörgern im Landkreis Gießen ein Wappen mit folgender Blasonierung verliehen: Auf blauem Schild ein goldener, von links nach rechts gewendeter, durch einen goldenen Steigbügel laufender Gurt, beseitet von 6 weißen sechseckigen Salzkristallen (3:3).

## Kultur und Sehenswürdigkeiten
Ober-Hörgern wurde Sieger im vom hr-fernsehen ausgerichteten Wettbewerb Dolles Dorf 2016.

### Kulturdenkmäler
- Südlich des Dorfes liegt die Doppelmühle. Zu ihr führt eine Bruchsteinbrücke über die Wetter.

## Infrastruktur
- Im Dorf gibt es ein Dorfgemeinschaftshaus.

## Söhne und Töchter des Ortes
- Wilhelm Fenchel (1873–1938), hessischer Politiker (HBB, DVP) und ehemaliger Abgeordneter des Landtags des Volksstaates Hessen in der Weimarer Republik sowie der 2. Kammer der Landstände des Großherzogtums Hessen
- Rudolf Mulch (1907–1989), deutscher Dialektologe und Lexikograph.